# Karl-Ivar Öfverbeck
Carl-Ivar Öfverbeck, född 27 februari 1899 i Malmö, död där 20 februari 1976, var en svensk målare.
Han var son till typografen Karl Peter Öfverbeck och hans hustru Ida och gift med Signa Linnéa Lundholm. Öfverbeck var under 23 år bosatt i USA och bedrev konststudier vid konstakademien i San Francisco 1918–1922 samt privat för olika lokala amerikanska konstnärer. Han genomförde ett stort antal studieresor till bland annat Tyskland, Belgien, Nederländerna, Frankrike och Italien 1936–1966. Hans konst består av marinmotiv, porträtt och landskapsskildringar i en naturalistisk stil utförda i olja. Öfverbeck är gravsatt i minneslunden på Limhamns kyrkogård.